# McPherson Square

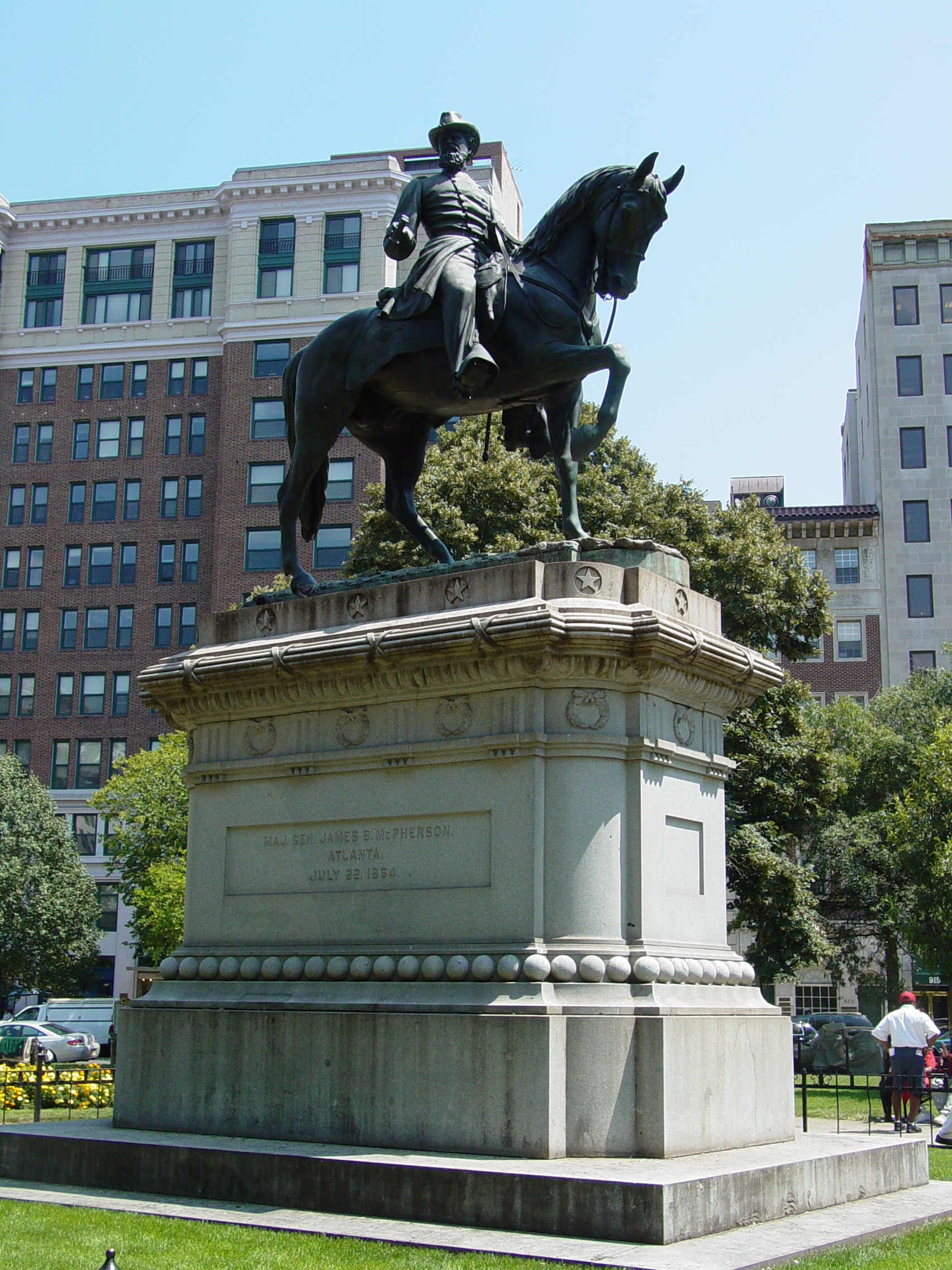
Ruiterstandbeeld van James B. McPherson op het McPershon Square

McPherson Square is een plein in het centrum van Washington. Het ligt aan Vermont Avenue, nabij het Witte Huis.
Aan het plein staan onder andere het U.S. Department of Veterans Affairs (het ministerie van veteranenzaken), de Export-Import Bank en tal van hotels. Gelegen in het centrum van het commerciële en zakelijke district, wordt het plein druk bezocht door werknemers en straatverkopers overdag en restaurantbezoekers en daklozen 's nachts. Vanwege de nabijheid van het Witte Huis wordt het ook vaak gebruikt voor politieke bijeenkomsten en protestmarsen.
Het parkachtige plein is vernoemd naar James B. McPherson, een belangrijke generaal van het leger van de Unie tijdens de Amerikaanse Burgeroorlog, die sneuvelde in de Slag bij Atlanta. De Vereniging van het Leger van de Tennessee richtte een ruiterstandbeeld van McPherson op dat werd onthuld op 18 oktober 1876. Het monument is gemaakt door Louis Rebisso en gegoten uit een veroverd kanon en het rust op een granieten sokkel.
In 2004 was het hoofdkantoor van de presidentscampagne van senator John Kerry gevestigd in een gebouw aan McPherson Square.
Aan het plein ligt metrostation McPherson Square.